# ロナルド・ルディントン
ロナルド・ルディントン（Ronald Ludington、1934年9月4日 - 2020年5月14日）は、アメリカ合衆国マサチューセッツ州ボストン出身の男性フィギュアスケート選手。1960年スコーバレーオリンピックペア銅メダリスト。パートナーは妻でもあったナンシー・ルディントン。

## 経歴
- 1959年世界フィギュアスケート選手権3位。
- 1960年スコーバレーオリンピックで銅メダルを獲得。
- 競技から退いた後、コーチとして活動。1984年サラエボオリンピックで銀メダルを獲得するピーター・カルザース、キティ・カルザース兄妹らを指導した。のちにパートナーでもあったナンシー・ルディントンと離婚。

## 主な戦績
| 大会/年      | 1957-58 | 1958-59 | 1959-60 |
| ------------ | ------- | ------- | ------- |
| オリンピック |         |         | 3       |
| 世界選手権   | 5       | 3       | 6       |